# François Muguet
Pour les articles homonymes, voir Muguet.
François Muguet, baptisé en 1631, mort en 1702, est un imprimeur français.

## Biographie
Fils de l'imprimeur-libraire lyonnais Louis Muguet et de Philippe Dupré qui reprendra l'activité de son mari à la mort de ce dernier, il arrive à Paris en 1653. Il est alors apprenti chez Pierre II Des Hayes, dont il épouse en octobre 1655 la nièce Catherine Pillé. Il lui succède en 1659.

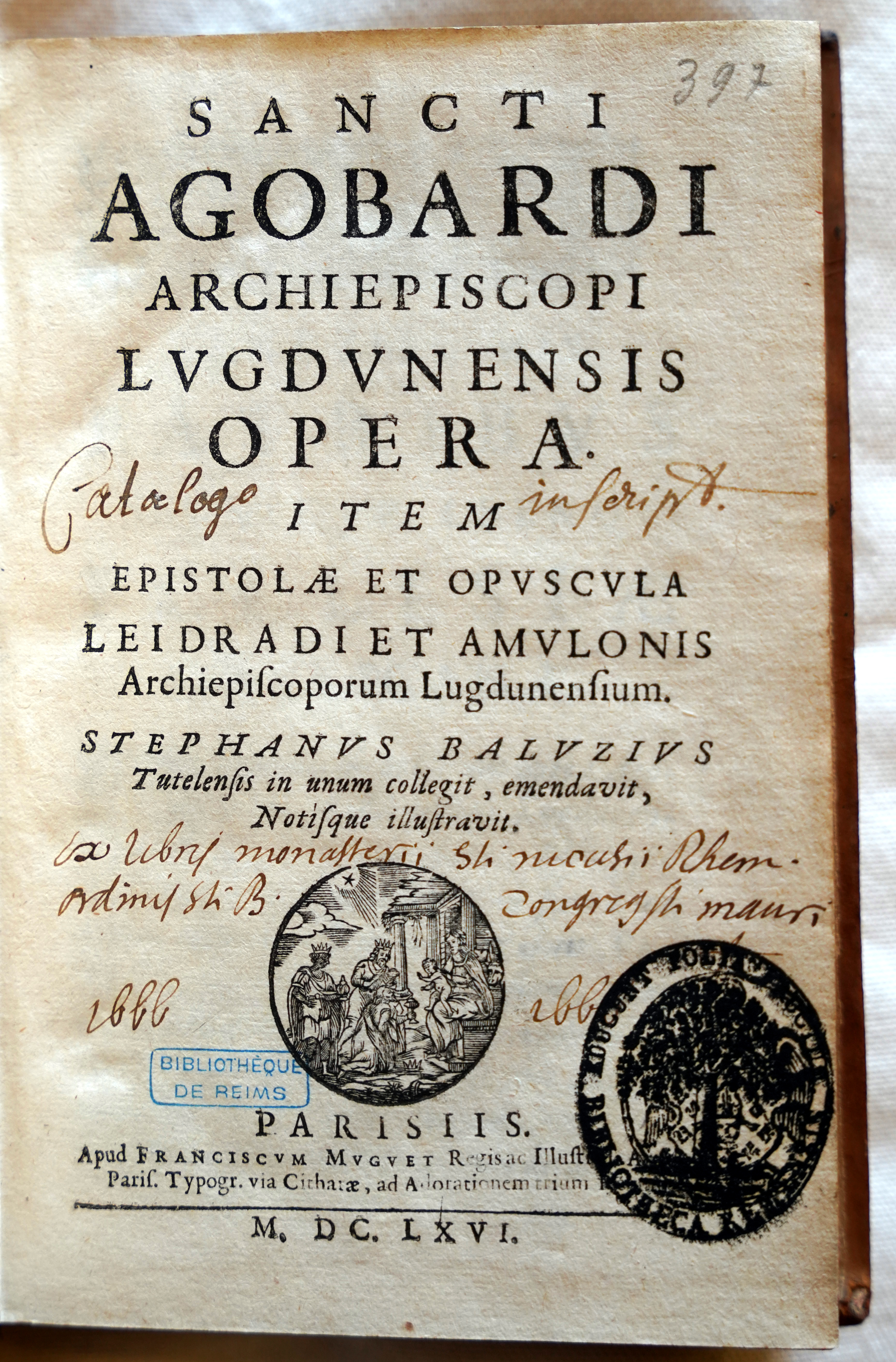
Agobard de Lyon écrit par Étienne Baluze qu'il a publié en 1666 à Paris, la marque des trois rois est visible avec le tampon des saisies révolutionnaire faites sur la bibliothèque de l'abbaye st-Nicaise.

En 1661, il est imprimeur ordinaire du roi et premier imprimeur du roi en 1686. En outre, il est imprimeur de monseigneur l'archevêque de Paris (1664), imprimeur du Parlement (1683), huissier et imprimeur du clergé de France (1690). 
Son titre d'imprimeur de l'archevêque le met bien sûr en bonne position pour obtenir, en 1677, un privilège pour l'impression de la nouvelle édition des œuvres de saint Augustin préparées par les Bénédictins de Saint-Maur, et pour participer, à partir de la révocation de l'édit de Nantes de 1685, à l'impression en masse des ouvrages destinés à consolider la foi des nouveaux convertis.
Muguet se spécialise dans les ouvrages d'érudition et les ouvrages religieux, auquel il apporte un soin particulier, faisant rapidement de son imprimerie un établissement réputé, visité par les savants.
À partir de 1683, il dirige l'imprimerie royale de Versailles, spécialisée dans l'impression de documents pour l'armée et les bâtiments du Roi, qu'il confie à son fils François-Hubert. Il est incarcéré à la Conciergerie en avril 1663 pour avoir imprimé une bulle du pape à la demande du nonce.
L'enquête de 1701 sur les imprimeurs du royaume, qui précède sa mort d'un an, révèle qu'il avait 11 compagnons dans son atelier de la rue de la Harpe. Son enseigne était Aux Trois rois ou À l'adoration des Trois rois. À sa mort, son fonds est estimé à 87824 lt de livres et 9793 lt de matériel. L'atelier passe à sa veuve associée à son fils François-Hubert, mais l'association ne fonctionne pas et sa veuve se remarie alors à Louis-Denys de La Tour, un imprimeur reçu en 1688 mais qui n'exerçait pas. C'est finalement lui qui relance l'atelier.
François Muguet a eu 6 enfants, dont trois exercèrent le métier d'imprimeur (Théodore, François-Hubert et Henri) avec plus ou moins de longévité.